# Ford Rhein/Ruhr
Ford Rhein/Ruhr — вантажний автомобіль середньої вантажопідйомності, що випускався Ford Motor Company з 1948 по 1958 рік. Замінив модель Ford V3000S.

## Ford Rhein
Ford Rhein (тип G398TS) — модель вантажівки, яку компанія Ford Німеччина виробляла разом із меншою моделлю Ford Ruhr між 1948 і 1951 роками.
Нова вантажівка прийшла як наступник Ford V8-51 і запропонувала лише кілька змін, наприклад збільшені фари. Він мав бензиновий двигун V8 з робочим об’ємом 3924 см3, який спочатку видавав 90 к.с. (66 кВт), а з 1949 року було збільшено на 5 к.с. до 95 к.с. (70 кВт). Потужність двигуна передавалася на задні колеса через чотири або п'ятиступінчасту коробку передач. За запитом також була доступна система повного приводу від Marmon-Herrington. Після ґрунтовної модернізації в 1951 році лінійку Rhein/Ruhr було перейменовано на Ford FK, після чого вказано чотиризначний код, що вказує на вагу.

## Ford Ruhr

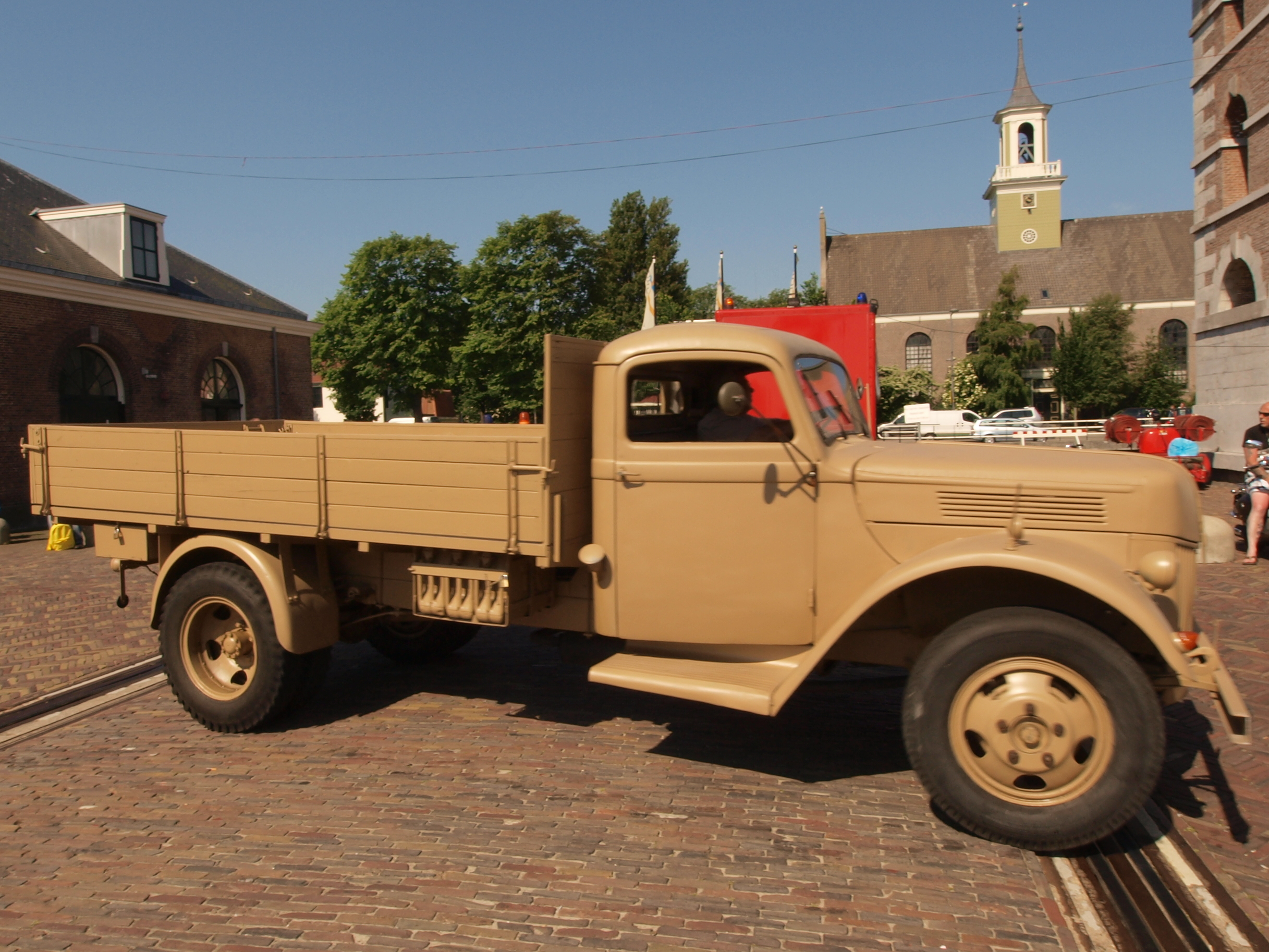
Ford G388T (1948)

Ford Ruhr (тип G388T) — модель вантажівки, яку компанія Ford Німеччина виробляла між 1948 і 1951 роками.
Нова вантажівка стала наступником Ford V-3000S і була майже такою ж. Вона мала рядний чотирициліндровий бензиновий двигун робочим об'ємом 3285 см3, який розвивав 52 к.с. (38 кВт). Потужність двигуна передавалася на задні колеса через чотири- або п'ятиступінчасту коробку передач. За запитом також був доступний повний привід.
Вантажівки зазвичай поставлялися з заводу з повністю сталевою кабіною водія сірого кольору та бортовою платформою. Колісна база становила 4013 мм, вантажопідйомність 3000 кг. З 1952 року з'явилися також машини з колісною базою, укороченою до 3404 мм, з вантажопідйомністю всього 1500 або 2000 кг. Їх пропонували як «швидкі».
Ruhr був доступний тільки з бензиновим двигуном. Навіть конкуренти лише частково пропонували дизельні двигуни, а бензинові двигуни також могли бути оснащені деревними газифікаторами, таким чином протистоячи дефіциту палива післявоєнного періоду. Пізніше бензинові двигуни стали вирішальним недоліком, оскільки вони споживають значно більше палива (близько 17 л/100 км), ніж аналогічні дизельні двигуни.
Наступник, Ford FK, також пропонувався з дизельними двигунами.